# For Unlawful Carnal Knowledge
For Unlawful Carnal Knowledge (poznat kao F.U.C.K.) deveti je album američkog hard rock sastava Van Halen, objavljeni u lipnju 1991. godine. Album se trebao zvati u skraćenom obliku Fuck ali bojeći se cenzure na prijedlog pjevača Sammy Hagara koji je mislio da to baš ne bi bilo poželjno nazivaju ga For Unlawful Carnal Knowledge. Album dobiva nagradu Grammy Awarda za najbolju hard rock izvedbu.

## Popis pjesama
Sve pjesme napisali su Michael Anthony, Sammy Hagar, Eddie Van Halen i Alex Van Halen.
1. "Poundcake" – 5:22
2. "Judgement Day" – 4:41
3. "Spanked" – 4:53
4. "Runaround" – 4:21
5. "Pleasure Dome" – 6:57
6. "In 'n' Out" – 6:05
7. "Man on a Mission" – 5:04
8. "The Dream Is Over" – 4:00
9. "Right Now" – 5:21
10. "316" – 1:29
11. "Top of the World" – 3:55

## Osoblje
- Sammy Hagar - vokal, ritam gitara
- Eddie Van Halen - gitara, klavijature, bušilica (u skladbi "Poundcake"), prateći vokali
- Michael Anthony - bas-gitara, prateći vokali
- Alex Van Halen - udaraljke, bubnjevi

Gostujući glazbenici
- Steve Lukather - prateći vokal u skladbi "Top of the World"

Ostalo osoblje
- Producent: Andy Johns, Ted Templeman, Van Halen
- Aranžer: Lee Herschberg, Andy Johns, Michael Scott, Mike Scott
- Mix: Andy Johns, Michael Scott, Ted Templeman
- Direktor dizajna: Jeri Heiden
- Fotografija: David Seltzer, Glen Wexler

## Singlovi
Billboard (Sjeverna Amerika)
| Godina | Singl               | Top lista              | Mjesto |
| ------ | ------------------- | ---------------------- | ------ |
| 1991   | "Poundcake"         | Mainstream Rock Tracks | 1      |
| 1991   | "Right Now"         | Mainstream Rock Tracks | 2      |
| 1991   | "Runaround"         | Mainstream Rock Tracks | 1      |
| 1991   | "Top of the World"  | Mainstream Rock Tracks | 1      |
| 1991   | "Top of the World"  | The Billboard Hot 100  | 27     |
| 1992   | "Man on a Mission"  | Mainstream Rock Tracks | 21     |
| 1992   | "Right Now"         | The Billboard Hot 100  | 55     |
| 1992   | "The Dream Is Over" | Mainstream Rock Tracks | 7      |

## Grammy Awards nagrade
| Godina | Dobitnik                      | Kategorija                                 |
| ------ | ----------------------------- | ------------------------------------------ |
| 1991   | For Unlawful Carnal Knowledge | Grammy Award za najbolju hard rock izvedbu |